# Trigonotis tibetica
Trigonotis tibetica är en strävbladig växtart som först beskrevs av Charles Baron Clarke, och fick sitt nu gällande namn av Ivan Murray Johnston. Trigonotis tibetica ingår i släktet Trigonotis och familjen strävbladiga växter. Inga underarter finns listade i Catalogue of Life.